# Pont de Rangiport
Les ponts de Rangiport sont deux ponts routiers successifs qui franchissent deux bras de la Seine séparés par l'île de Rangiport, entre les communes d'Épône et Gargenville (département français des Yvelines).
Ils sont empruntés par la route départementale D 130.

## Caractéristiques
Les ponts de Rangiport sont des ponts métalliques à poutres en treillis de Warren, constitués d'un assemblage de poutres disposées en triangles destinées à limiter les risques de déformation de la structure. Le pont traversant le bras d'Épône (au sud de l'île de Rangiport) comprend deux travées supportées par une pile immergée dans le fleuve, tandis que celui traversant le bras de Gargenville (au nord) est un pont plus court, à travée unique.

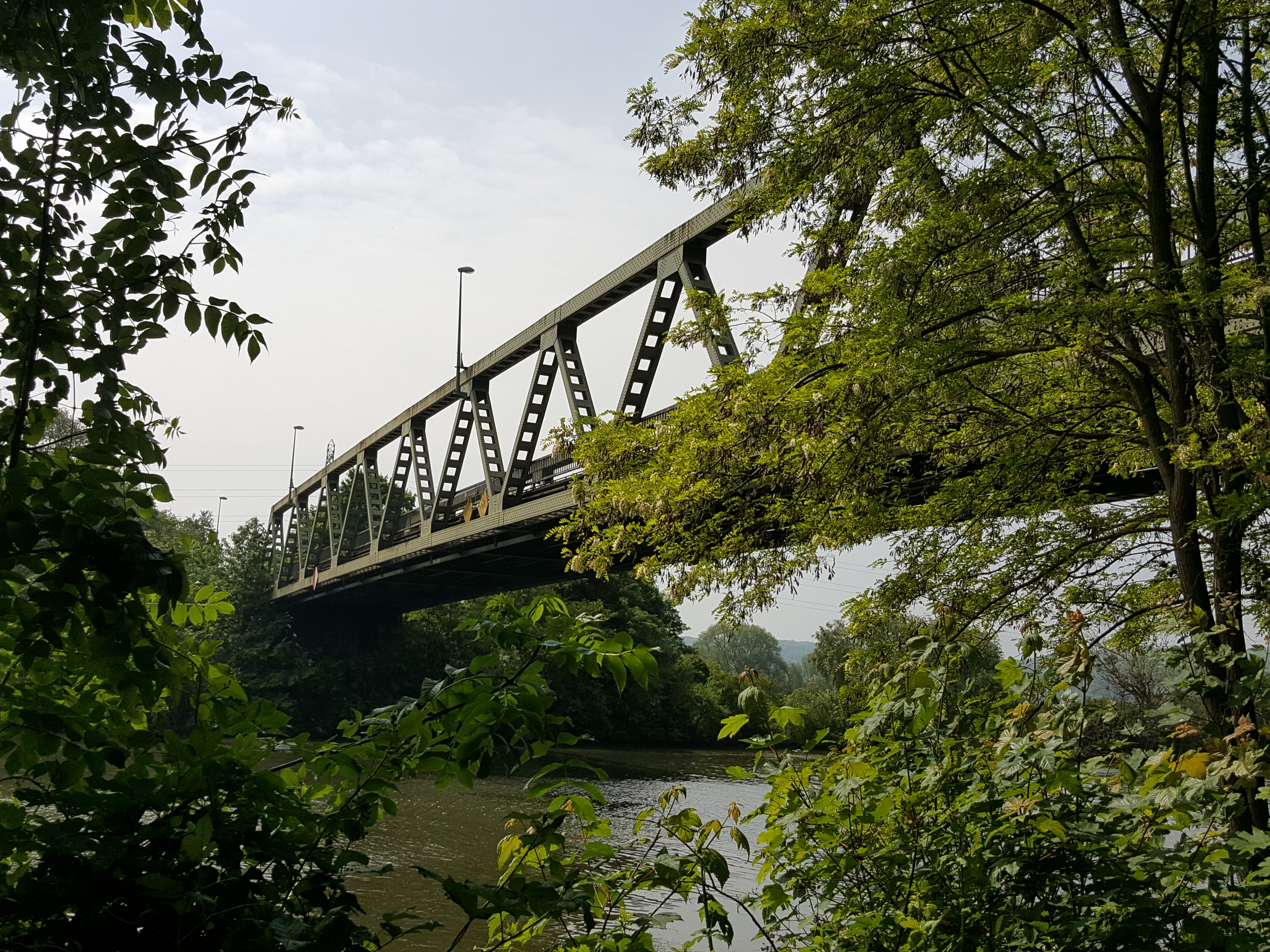
Le pont sur le bras de Gargenville (vue d'amont rive droite).
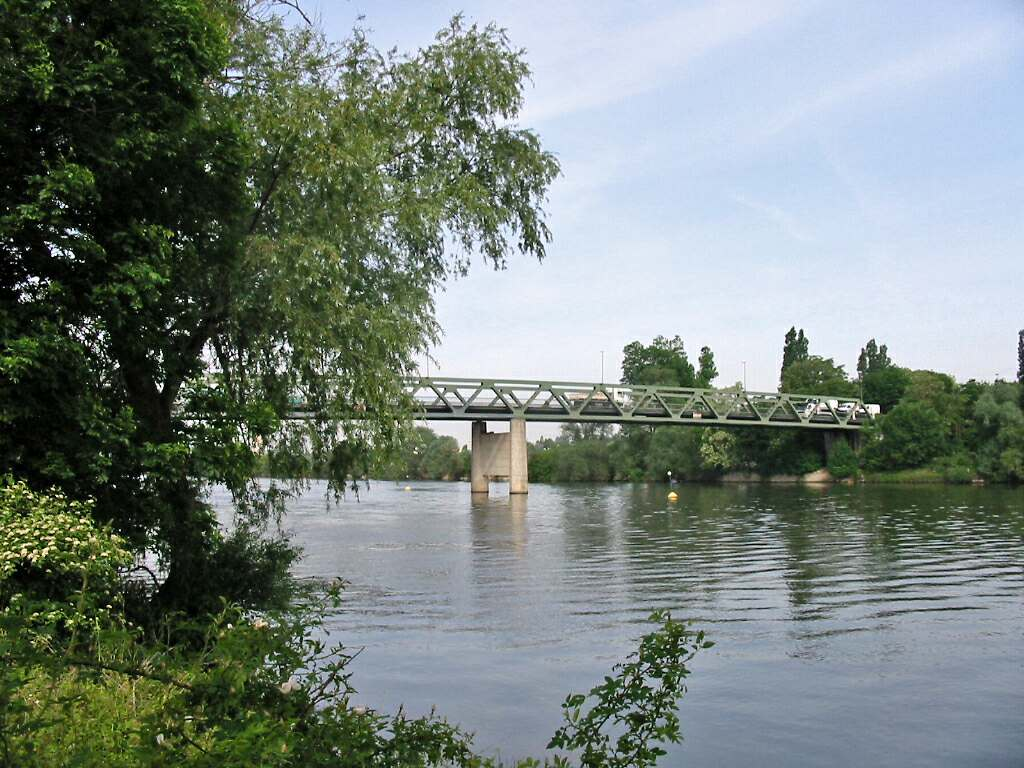
Le pont sur le bras d'Épône (vue d'amont rive gauche).

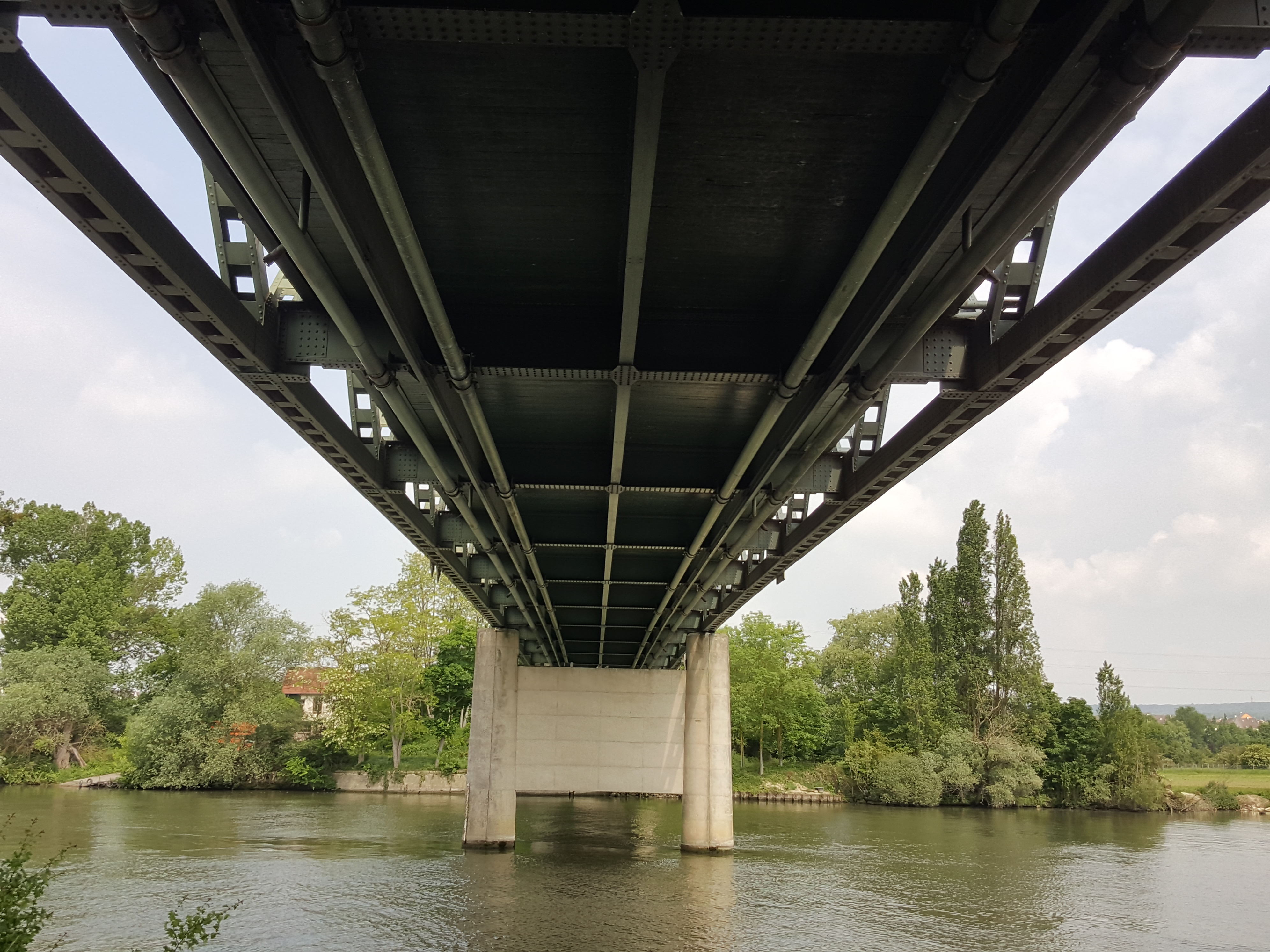
Vue inférieure du tablier (bras d'Épône).
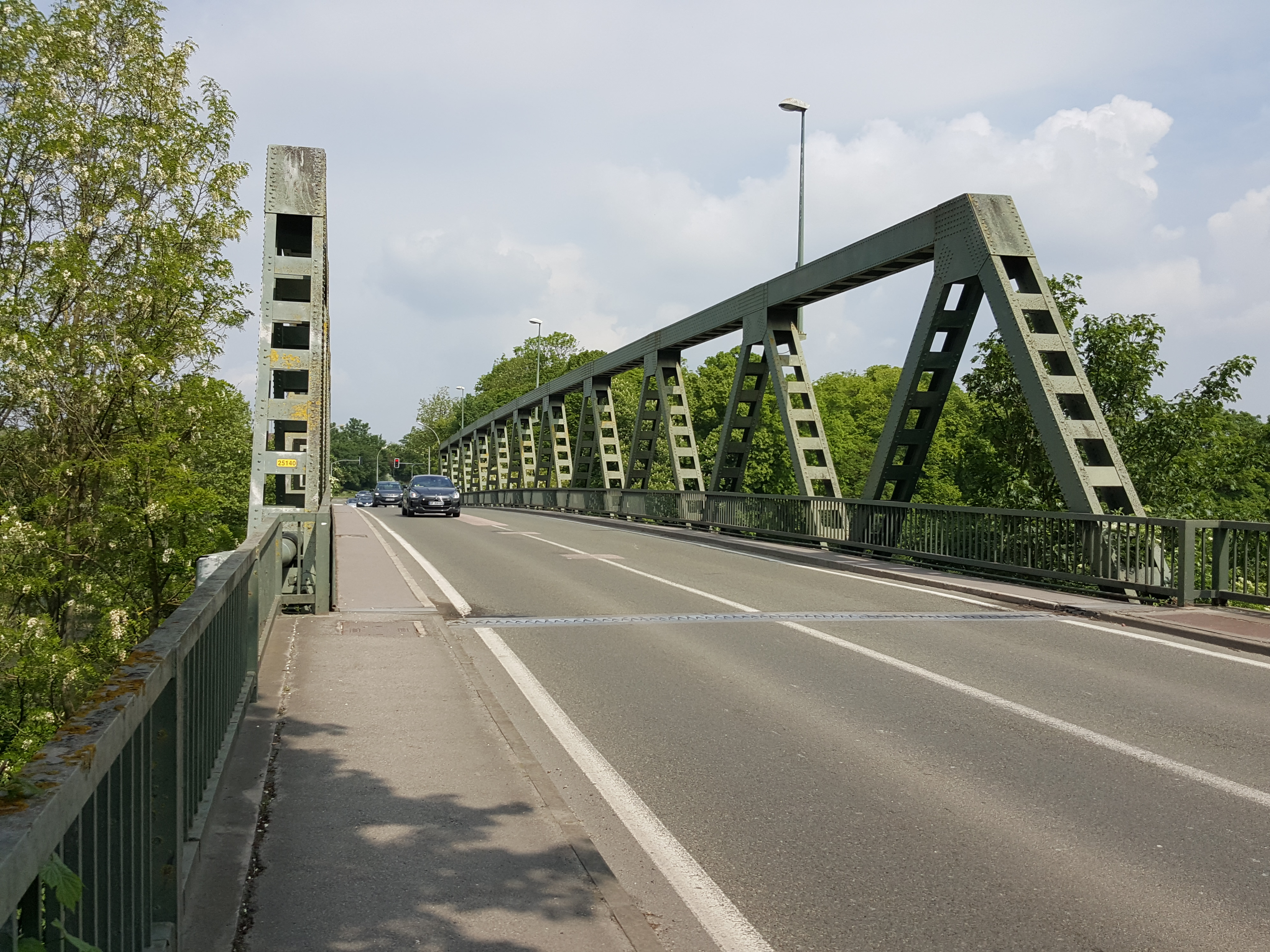
Vue de la Chaussée (bras de Gargenville).
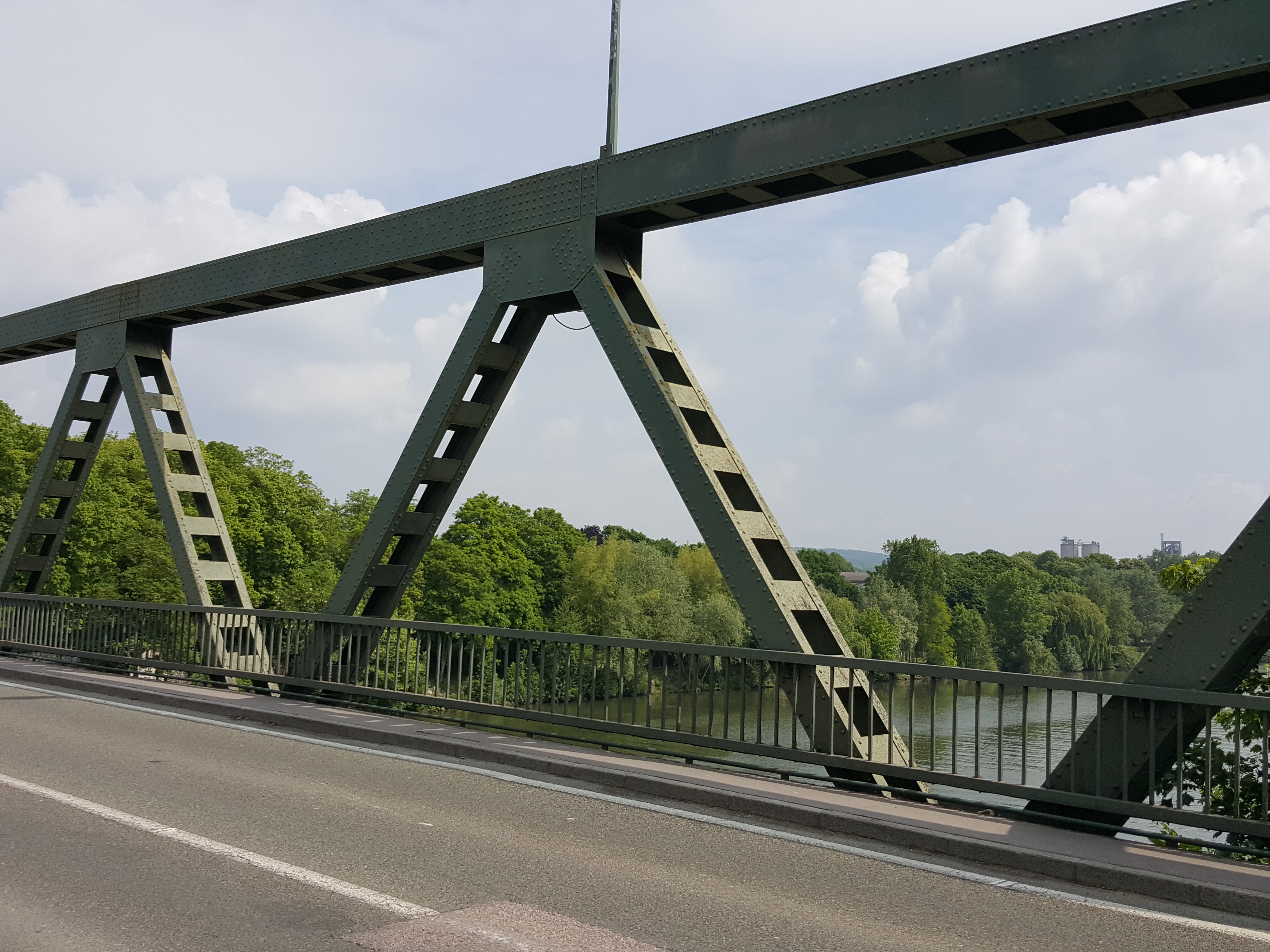
Treillis type Warren.

## Historique

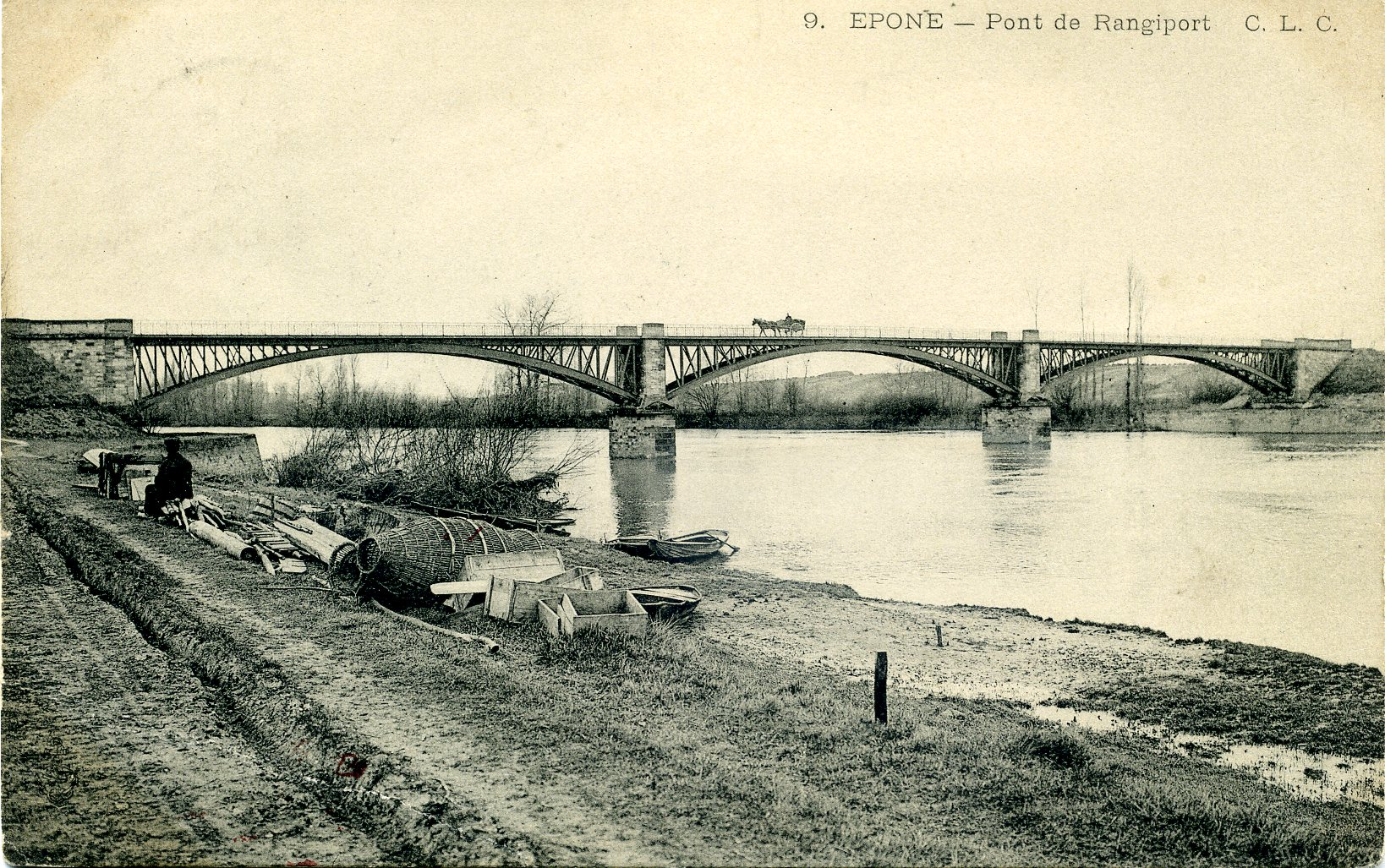
Pont ancien de Rangiport (sur le bras d'Épône).

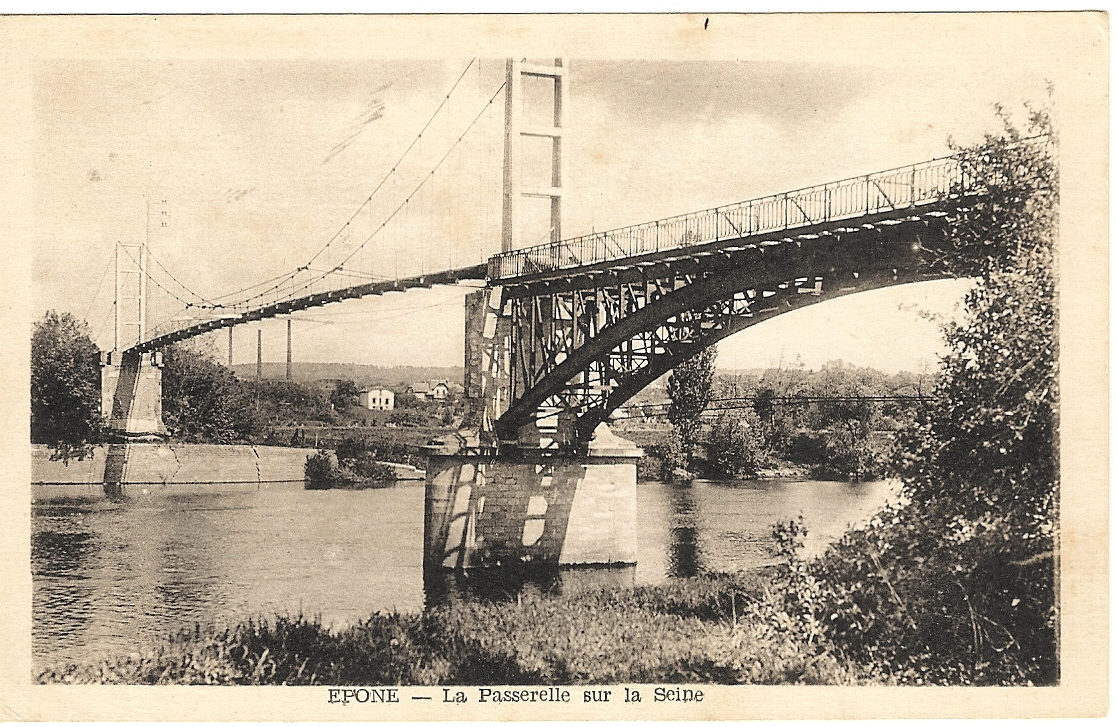
Passerelle piétonnière en service entre 1941 et 1965.

Les premiers ponts reliant Épône à Gargenville en prenant appui sur l'île de Rangiport sont construits en 1883. Ce sont des ponts en arc à tablier porté par des poutres métalliques reposant sur des culées et piles en maçonnerie. Ils présentaient une chaussée de largeur réduite, à voie unique, qui posait dès les années 1930 de gros problèmes d'écoulement du trafic automobile. En 1934, la circulation automobile est strictement règlementée, les véhicules les plus lourds devant faire un détour pour traverser la Seine par les ponts de Mantes-la-Jolie ou de Meulan. Le projet d'élargissement de la chaussée envisagé à cette époque est remis à plus tard.
En 1940, ces deux ponts sont détruits par le génie militaire français pour ralentir l'avancée des troupes allemandes.
En 1941, ils sont remplacés par des passerelles provisoires en bois soutenues par des haubans.
Au début des années 1960, le maire de Gargenville interdit toute circulation sur les passerelles, compte tenu de leur mauvais état.
En 1965, les anciens ponts sont remplacés par de nouveaux ponts métalliques à poutres en treillis de Warren ,.